# 1894 год в театре
1894 год в театре

## События
- 22 сентября — издатель Эдоардо Сонцоньо арендовал миланский «Театр делла Каноббьяна», переименовав его в Лирический театр.
- 29 октября (10 ноября) — московский купец и меценат Алексей Бахрушин впервые представил на обозрение публики свою частную коллекцию, впоследствии ставшую основой Театрального музея его имени.

### Постановки

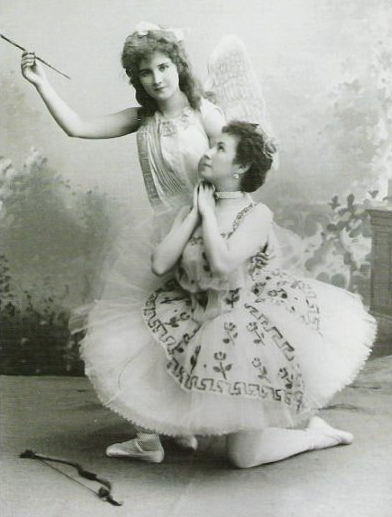
Матильда Кшесинская и Вера Трефилова в балете Мариуса Петипа «Пробуждение Флоры»

- 17 февраля — в Санкт-Петербурге в концерте, посвящённом памяти композитора П. И. Чайковского была впервые показана картина лебедей из балета «Лебединое озеро» в постановке Льва Иванова (главные партии исполнили Пьерина Леньяни и Павел Гердт).
- 22 февраля — в Париже на сцене театра «Опера-Комик» состоялась премьера оперы Цезаря Кюи «Флибустьер» (либретто Жана Ришпена). Спектакль прошёл всего четыре раза.
- 16 марта — в Париже на сцене театра «Ганд-опера» состоялась премьера оперы Жюля Массне «Таис» (либретто Луи Галле, роль Таис исполнила Сибилла Сандерсон).
- 28 июля (9 августа) — в петергофском придворном театре состоялась премьера балета Мариуса Петипа «Пробуждение Флоры» (декорации Михаила Бочарова, костюмы Евгения Пономарева, композитор и дирижёр — Риккардо Дриго).
- В Московской консерватории состоялась премьера оперы Антона Аренского «Рафаэль», приуроченная к Всероссийскому съезду художников и открытию Третьяковской галереи (либретто А. Крюкова и Модеста Чайковского).

## Деятели театра
В Неаполе началась профессиональная карьера Энрико Карузо — 13 октября он участвовал в концерте в театре «Эксельсиор», а 16 ноября дебютировал в театре «Нуово» в опере «Друг Франческо».

### Родились
- 2 января, Москва — Михаил Кедров, актёр, режиссёр и педагог. Главный режиссёр Оперно-драматической студии имени К. С. Станиславского (1938—1948) и МХАТа (1946—1955), народный артист СССР (1948).
- 20 января (1 февраля), Алатырский уезд — Николай Шестаков, советский писатель и драматург.
- 2 (14) февраля, Елизаветпольская губерния — Вагарш Вагаршян, армянский актёр, режиссёр, драматург, народный артист СССР (1954).
- 5 (17) апреля, Москва — Борис Щукин, актёр театра и кино, народный артист СССР (1936).
- 29 мая, Торонто — Беатрис Лилли, канадская комедийная актриса.
- 30 июня (12 июля), Москва — Юрий Завадский — актёр, режиссёр и педагог, главный режиссёр Театра-студии Завадского (1924—1936) и Театра имени Моссовета (1940—1977), народный артист СССР (1948).
- 18 сентября, Санкт-Петербург — Пётр Репнин, актёр театра и кино.
- 6 (18) октября, Витебская губерния — Юрий Тынянов, писатель, драматург и переводчик.
- 22 октября, Пекин — Мэй Ланьфан, китайский актёр, режиссёр, педагог и общественный деятель.
- 23 октября, Будапешт — Геза Абоньи, венгерский актёр театра и кино.
- 18 (30) ноября, Москва — Ольга Пыжова, актриса театра и кино, режиссёр и педагог.

### Скончались
- 12 марта – Эде Паулей, венгерский театральный деятель.
- 13 апреля — Мария Карандини, оперная певица.
- 23 июня, близ Парижа — Мариетта Альбони, оперная певица (контральто).
- 16 октября — Иоганна Яхман-Вагнер, оперная певица, актриса и педагог.
- 8 (20) ноября, Петергоф — Антон Рубинштейн, пианист и композитор, автор 13 опер и балета «Виноградная лоза».